# Selda Bağcan
Selda Bağcan (/ˈselda ˈbaːdʒan/) (n. 14 decembrie 1948, Muğla, Turcia) este o cântăreață și chitaristă din Turcia ce a fost persecutată în anii 80 din cauza cântecelor sale cu mesaj politic, precum Yaz Gazeteci Yaz (Scrieți, jurnaliști, scrieți).

## Discografie
- 1971: Katip Arzuhalim Yaz Yare Böyle / Mapusanede Mermerden Direk
- 1976: Görüş Günü / Şaka Maka
- 1977: Altin Kafes & Gesi Baglari
- 1986: Dost Merhaba
- 1987: Yürüyorum Dikenlerin Üstünde
- 1993: Uğur'lar Olsun
- 1996: Adim Adim
- 1999: Vurulduk Ey Halkim
- 2002: Ben Geldim
- 2005: Denizlerin Dalgasiyim
- 2006: Can Türküler 1